# درفش‌نوک
درفش‌نوک (نام علمی: Xenops) نام یک سرده از تیره مرغان تنورساز است.

## گونه‌ها
- درفش‌نوک نوک‌باریک, Xenops tenuirostris
- درفش‌نوک ساده, Xenops minutus
- درفش‌نوک رگه‌دار, Xenops rutilans